# Vanlig fengädda
Vanlig fengädda (Polypterus senegalus) är en art av familjen fengäddor som finns i Nilen och Västafrika. Den är en populär akvariefisk. I akvariesammanhang kallas den ofta även senegalfengädda.

## Taxonomi
Arten har två underarter:
- P. senegalus senegalus Cuvier, 1829,[2] och
- P. senegalus meridionalis Poll, 1941[4]

## Utseende
En långsträckt fisk med cylindrisk kropp och en ryggfena som består av 8 till 11 småfenor med en mjukstråle var, som täcker större delen av ryggen. Analfenan har 11 till 17 mjukstrålar. Ovansidan är enfärgat olivgrön, undersidan vit utan några markeringar, och fenorna gråa. Ungfiskar har 3 mörka längsstrimmor på sidorna, men de markeringarna försvinner tidigt. Arten har vanligen ett lätt överbett, men käkarna kan också vara av samma längd. Högsta konstaterade längd är 50,5 cm, och maxvikt 207 g.

## Vanor
Den vanliga fengäddan är en sötvattensfisk som föredrar skyddade lokaler i floder, träsk och sötvattenslaguner, gärna med gyttjebotten. Den simmar med slingrande rörelser, men kan även ligga stilla. Under dagens hetaste timmar förekommer det att den går upp till ytan. Födan består av insekter, kräftdjur, blötdjur, grodor och fiskar.

## Utbredning
Utbredningsområdet för nominatuderarten omfattar Nilen och Senegalflodens, Gambiaflodens, Nigerflodens och Voltaflodens flodområden samt Tchadsjön i Västafrika. Underarten P. senegalus meridionalis finns i Kongofloden och dess biflod Lualaba ner till Yangambi, samt biflöden i Katanga (Kongo-Kinshasa).

## Akvariefisk
Den vanliga fengäddan är vanlig i akvariesammanhang. Den behöver ett akvarium på minst 100 l, en vattentemperatur på 25 till 28 ºC och ett pH mellan 6,0 och 8,0. Arten är rovgirig, och bör inte hållas tillsammans med fiskar som är mindre än hälften så stora. Om fisken hålles över sandbotten finns risken att den sväljer stora mängder sand när den äter, så ett annat bottenmaterial bör övervägas. Det är lämpligt att ha stenar och rötter som gömställen på bottnen. Lämplig föda är levande eller frusen animalisk föda, gärna fisk. Små exemplar kan utfodras med blodmaskar.

## Forskning
Den vanliga fengäddan har observerats i forskning om evolution och hur fiskar började förflytta sig på land.